# أدريان ديكس
أدريان ديكس هو سياسي كندي، ولد في 26 أبريل 1964 في فانكوفر في كندا. نشط حزبياً في الحزب الديمقراطي الجديد في كولومبيا البريطانية ‏. في 2011 British Columbia New Democratic Party leadership election ‏، انتخب قائد ‏ الحزب الديمقراطي الجديد في كولومبيا البريطانية ‏ (17 أبريل 2011 – 4 مايو 2014) وانتخب Leader of the Opposition (British Columbia) ‏ خلال فترته النيابية ‏ (17 أبريل 2011 – 4 مايو 2014) وانتخب عضو الجمعية التشريعية لكولومبيا البريطانية ‏ عن دائرة Vancouver-Renfrew ‏ خلال فترته النيابية ‏.